# Corliss Williamson
Corliss Mondari Williamson (ur. 4 grudnia 1973 w Russellville) – amerykański koszykarz, występujący na pozycji skrzydłowego, mistrz NBA z 2004, laureat nagrody dla najlepszego rezerwowego sezonu, po zakończeniu kariery zawodniczej trener koszykarski. Od 2023 asystent trenera Minnesoty Timberwolves.
W 1992 wystąpił w meczu gwiazd amerykańskich szkół średnich - McDonald’s All-American.
Jest jednym z ponad 40 zawodników w historii, którzy zdobyli zarówno mistrzostwo NCAA, jak i NBA w trakcie swojej kariery sportowej.
W sezonie 1997/1998 zajął drugie miejsce w głosowaniu na największy postęp sezonu NBA.
30 czerwca 2023 został asystentem trenera Minnesoty Timberwolves.

## Osiągnięcia
NCAA
- Mistrz:
  - NCAA (1994)[7]
  - sezonu regularnego konferencji Southeastern (SEC – 1994)
- Wicemistrz NCAA (1995)
- Uczestnik rozgrywek Sweet 16 turnieju NCAA (1993–1995)
- NCAA Tournament Most Outstanding Player (1994)[8]
- 2-krotny zawodnik roku konferencji SEC (1994–1995)[9]
- Sportowiec Roku Konferencji SEC (1994)
- Wybrany do:
  - I składu:
    - turnieju NCAA (1994, 1995)[10]
    - najlepszych pierwszorocznych zawodników SEC (1993)

  - II składu All-American (1994, 1995)[11]
- Laureat nagrody – 2008 SEC Legend[12]

NBA
- Mistrz NBA (2004)[1]
- Najlepszy rezerwowy sezonu (2002)[2]

Reprezentacja
- Mistrz świata U-22 (1993)[13]